# Tarucus juvenal
Tarucus juvenal är en fjärilsart som beskrevs av Hans Fruhstorfer 1922. Tarucus juvenal ingår i släktet Tarucus och familjen juvelvingar. Inga underarter finns listade i Catalogue of Life.